# Troides prattorum
Espèce
Statut de conservation UICN

 VU D2 : Vulnérable
Statut CITES
Troides prattorum est une espèce de papillons de la famille des Papilionidae, de la sous-famille des Papilioninae et du genre Troides.

## Systématique
L'espèce Troides prattorum a été initialement décrite en 1922 par James Joicey et George Talbot (d) sous le nom initial de Papilio prattorum.

### Hybrides
Joicey et Talbot ont décrit en 1922 un hybride entre Troides oblongomaculatus bouruensis et Troides prattorum.

## Nom vernaculaire
Troides prattorum se nomme Buru Opalescent Birdwing en anglais.

## Description
Troides prattorum est un papillon d'une grande envergure, variant de 150 mm à 170 mm au corps noir.
Les ailes antérieures sont noires chez le mâle, marron foncé ou noires chez la femelle avec des veines bordées de blanc. Les ailes postérieures sont vues jaunes ou vertes ou bleues par un effet d'optique. Elles sont veinées de noir et bordées d'un feston noir.
Les femelles sont plus grandes que les mâles.

## Écologie et distribution
Troides prattorum est présent uniquement dans l'ile Buru de l'archipel des Moluques en Indonésie.

### Biotope
Troides prattorum réside dans les montagnes du centre de l'ile de Buru.

### Protection
Troides prattorum est protégé et noté vulnérable sur la liste rouge de l'UICN.